# Batalla de Abaceno
La batalla de Abaceno fue librada en el año 393 a. C., cerca de la ciudad de Abaceno, en el noreste de Sicilia, por las fuerzas cartaginesas mandadas por Magón II y el ejército griego dirigido por Dionisio.
Dionisio, tirano de Siracusa, había expandido su influencia sobre los territorios sículos en Sicilia, y después de su asedio infructuoso de Tauromenio, un aliado de Cartago en 394 a. C., Magón decidió invadir Mesina. El ejército cartaginés fue derrotado por los griegos en la ciudad de Abaceno y tuvieron que retirarse a los territorios cartagineses en el oeste de Sicilia. Dionisio no atacó a los cartagineses, pero siguió expandiendo su influencia en el este de Sicilia.